# Лебедев, Владимир Павлович
Владимир Павлович Лебедев (1872—1932) — российский и советский корабельный инженер, судостроитель, полковник Корпуса корабельных инженеров, организатор судостроительного производства, главный судостроитель и заведующий судостроительной верфи на заводе «Красное Сормово», главный инженер «Северной верфи».

## Биография
Родился 8 июля 1872 года в семье учителя гимназии. В 1892 году поступил на кораблестроительное отделение Технического училища Морского ведомства в Кронштадте. В 1896 году после окончания училища был произведён в младшие судостроители и направлен для прохождения службы на верфь Галерного острова в Санкт-Петербурге. Участвовал в достройке эскадренного броненосца «Петропавловск». В 1897 году стал читать курс корабельной архитектуры в Техническом училища Морского ведомства и написал исторический очерк об училище. В 1900 году окончил Николаевскую морскую академию. Участвовал в постройке  помощником строителя броненосца «Орёл» на Галерном островке. С июня 1904 года Лебедев стал главным строителем броненосца «Орёл», вместо Михаила Карловича Яковлева. В том же году Лебедев был награждён орденом Святого Станислава 3 степени.
4 июня 1905 года старший помощник судостроителя Санкт-Петербургского порта Лебедев на стапеле в Новом адмиралтействе заложил броненосный крейсер «Паллада». При строительстве он впервые в отечественной практике применил пневматическую клёпку корпуса вместо ручной, что значительно ускорило постройку корабля. Крейсер был построен и спущен на воду 28 октября 1906 года. 6 декабря 1906 года Лебедев был пожалован орденом Святой Анны 3 степени.
С 1907 года подполковник Корпуса корабельных инженеров (ККИ) Лебедев работал в конструкторском бюро Балтийского завода, где проектировал, внёс ряд конструктивных особенностей постройку, и затем достраивал минный заградитель «Енисей», который был введён в эксплуатацию в 1909 году.
В ноябре 1909 года назначен главным инженером верфи «Наваль» Черноморского судостроительного завода в Николаеве, принимал участие в усовершенствовании проекта первого в мире подводного минного заградителя «Краб», строителем которого был М. П. Налётов.
В 1910 году Лебедев был произведён в полковники ККИ. С 1916 года работал начальником технического отдела конторы Петроградского военного порта.

### В советский период
После Октябрьской революции работал на судостроительных предприятиях страны. В 1921 году был назначен главным судостроителем и заведующим судостроительной верфи на заводе «Красное Сормово», а затем стал техническим директором судоверфи. Принимал активное участие в разработке и осуществлении генерального плана переоборудования Сормовской судоверфи, который предусматривал строительство ряда новых цехов, эллинга, слипа с принудительным спуском судов, а также постройку первой подводной лодки в Сормово
В 1931 году был назначен главным инженером «Северной верфи» в Ленинграде, где под его руководством строились первые советские траулеры, сухогрузные транспорты лесовозы и военные сторожевые корабли.
Владимир Павлович Лебедев был женат, имел четырёх детей.
В 1930 году и трижды в 1931 году был арестован органами ОГПУ. После очередного освобождения покончил жизнь самоубийством в 1932 году.

## Награды
- орден Святого Станислава 3 степени (1904);
- орден Святой Анны 3 степени (6 декабря 1906);
- светло-бронзовая медаль «В память 300-летия царствования дома Романовых» (1913);
- светло-бронзовая медаль «В память 200-летия морского сражения при Гангуте» (1915).